# Эстрагон
Полы́нь эстраго́нная, или эстраго́н, или тарху́н, также драконья трава, драконова полынь (лат. Artemísia dracúnculus) — многолетнее травянистое растение, вид рода Полынь семейства Астровые или Сложноцветные (Asteraceae).
Распространённая пряность, используемая в солениях, при консервировании, приправа к мясным блюдам. Широко известен одноимённый напиток «Тархун», при изготовлении которого используется экстракт растения.

## Распространение и экология
В диком виде произрастает в Восточной Европе, Средней Азии, Монголии, Китае, Пакистане и Индии; в Северной Америке растёт от Центральной Мексики до субарктических районов Канады и Аляски. На территории России встречается в европейской части, в Западной Сибири, на юге Восточной Сибири и Дальнего Востока.
Культивируется повсеместно.
Обитает на сухих остепнённых склонах, на галечниках, иногда на полях.
Включена в Красную книгу Чукотского автономного округа (2008).

## Ботаническое описание
Корневище деревянистое.
Стебли немногочисленные, высотой 40—150 см, прямостоячие, голые, желтовато-бурые.
Стеблевые листья цельные, продолговато- или линейно-ланцетные, заострённые; нижние листья на верхушке надрезанные.
Цветки бледно-желтоватые. Соцветие метельчатое, узкое, густое; листочки обёртки короткоэллиптические или почти шаровидные; обёрточка голая, зеленовато-желтоватая, блестящая, по краю плёнчатая.
Плод — продолговатая семянка, без хохолка.
Цветёт в августе—сентябре. Плоды созревают в октябре.

## Растительное сырьё
В надземной части содержится каротин (до 15 %), алкалоиды, эфирное масло, флавоноиды, аскорбиновая кислота (0,19 %), кумарины; в корнях — следы алкалоидов.
Содержание эфирного масла в зелёной массе достигает 0,1—0,4 % на сырую массу или 0,25—0,8 % на абсолютно сухую массу. Основные компоненты эфирного масла — метилхавикол (Эстрагол) (50-80 %), метилэвгенол, элемецин, изо-элемецин и др.
Полынь эстрагонная в составе кулинарных изделий усиливает образование желудочного сока, способствует улучшению аппетита, нормализации функций желёз внутренней секреции, в частности половых. В настоящее время растение привлекает внимание исследователей как каротиносодержащее растение.
В кулинарии и медицине используют зелень эстрагона, которую собирают в начале цветения растения. Собранную зелень связывают в пучки и сушат под навесом на сквозняке.

## Культивирование

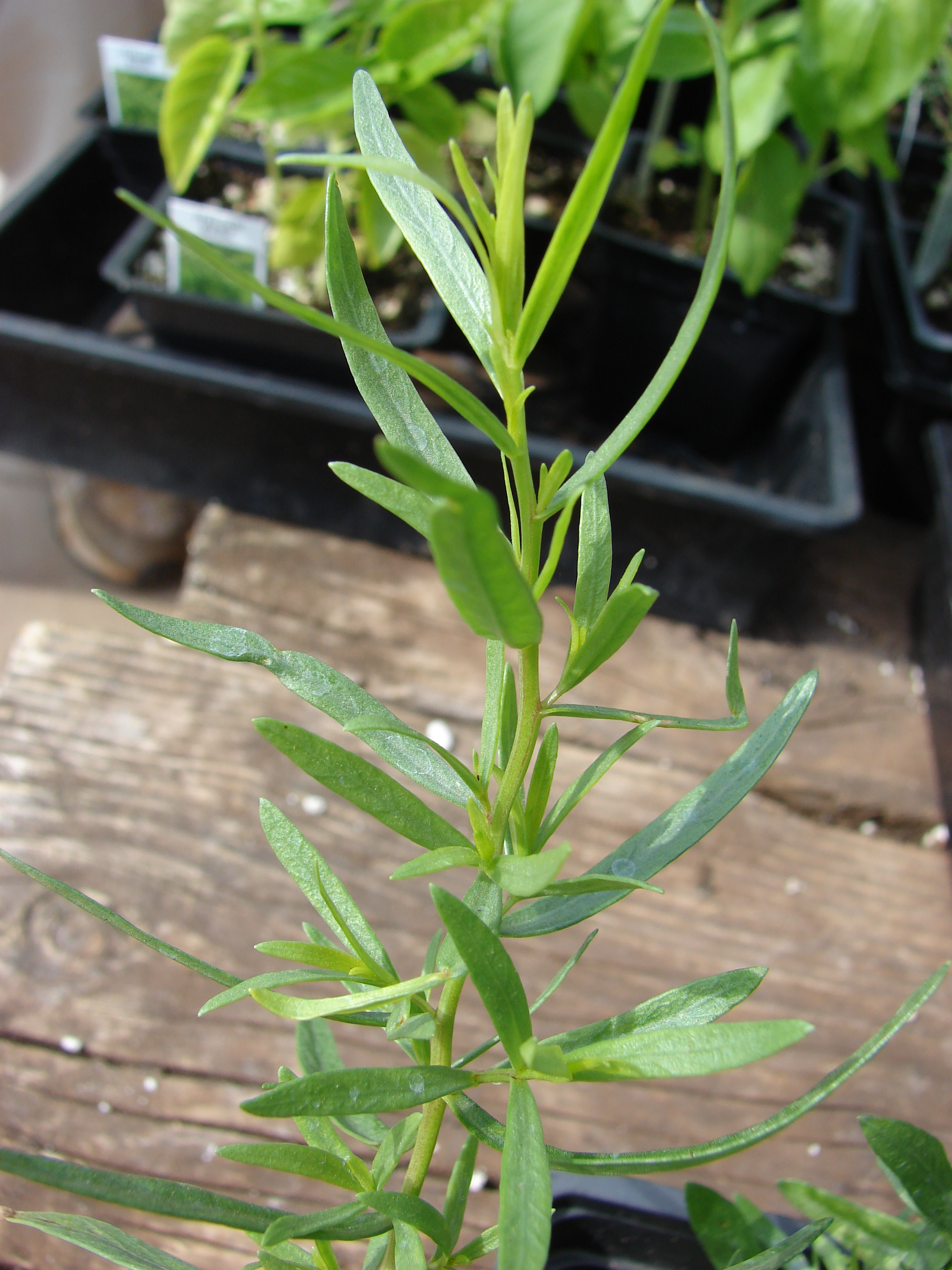
Молодой побег с листьями

Растение светолюбиво, но может расти и в полутени.
Ранней весной, как только сойдёт последний снег, эстрагон быстро отрастает. На одном месте он может расти до восьми — десяти лет, но наиболее полезным это растение бывает в первые три года.
Размножают эстрагон разными способами: семенами, корневыми отпрысками, черенками, делением куста. Семена эстрагона очень мелкие, поэтому их лучше высевать на рассаду в ящики в феврале — марте. Во второй половине апреля рассаду высаживают в открытый грунт. В этот период растения быстро приживаются и не страдают от поздневесенних заморозков.
Лучший способ размножения эстрагона — корневыми отпрысками. Для этого нужно выбрать двух- или трёхлетние кусты и в период отрастания (ранней весной), отделить несколько растений (отпрысков) и высадить их во влажную почву по схеме 50 × 50 или 60 × 60 см. При этом нужно временно притенить растения.
Эстрагон неприхотлив к почве, но всё же каждую весну к кустам нужно подсыпать 3—4 кг компоста или перегноя, две — три столовые ложки древесной золы и одну столовую ложку любого сложного удобрения (нитроаммофоска, нитрофоска).
Полив обильный — один раз в 10—12 суток.
За лето эстрагон можно срезать несколько раз. Высота среза не должна быть менее 12—15 см от поверхности почвы. Собранные побеги сушат в тёмном месте.

## Значение и применение
Полынь эстрагонная обладает слабопряным ароматом и острым, пряным и пикантным вкусом. Известны сорта салатного направления, распространённые в Закавказье и Средней Азии, и пряно-ароматические формы (Украина, Молдова). Зелёная масса растения находит широкое применение в кулинарии в свежем виде в качестве пряно-ароматической приправы при засолке огурцов, помидоров, грибов, изготовлении маринадов, при квашении капусты, замачивании яблок, груш. Употребляется как пряность при приготовлении блюд из риса, отварной рыбы, майонезов, жареной дичи, баранины. Мелко нарезанные свежие листья добавляют в качестве пряности к птице, яйцам, светлым соусам, блюдам из мяса, а также ко всем видам салатов. Их можно использовать для приготовления зелёного масла.
Из растения готовят освежающий напиток «Тархун», применяют для ароматизации вин и ликёров. Особенно популярно во Франции изготовление из надземной части полыни эстрагонной особого ароматично-пряного уксуса, используемого для заправки солёной рыбы. Пучок веток тархуна — зелёных или высушенных, положенный в бутылку с водкой на несколько недель, придаёт водке особый вкус и аромат. В зависимости от того, брались ли зелёные или сухие ветки, вкус получается различным.
В прошлом в Германии свежим тархуном натирали мясо и дичь, чтобы на них не садились мухи.
В народной медицине надземную часть растения применяли как противоглистное, при отёках и цинге.
Полынь эстрагонную употребляли в косметике при уходе за кожей шеи.
Поедается лошадьми в зелёном виде, при небольшой примеси в сене поедается всеми видами скота. Поедаются листья, цветки, главным образом осенью. Растение пригодно для силосования и полученный силос охотно поедается крупным рогатым скотом.
В долинах рек и на поливных участках в горах является злостным сорняком. Способ борьбы — двукратное подкашивание или подрезание на глубине 10 см. Скошенную массу следует использовать для приготовления силоса.

## Классификация

### Таксономия[13]
Artemisia dracunculus L., 1753, Sp. Pl. : 849
Эстрагон относится к роду Полынь (Artemisia) семействa Астровые (Asteraceae) порядка Астроцветные (Asterales). Кладограмма в соответствии с Системой APG IV:
|  |                                      |  |                                   |                                   |                    |  | ещё 10 семейств | ещё 10 семейств |               |  |                        |  | еще 416 подтвержденных и 406 в статусе "непроверенных" видов и инфравидовых таксонов | еще 416 подтвержденных и 406 в статусе "непроверенных" видов и инфравидовых таксонов |  |
|  |                                      |  |                                   |                                   |                    |  | ещё 10 семейств | ещё 10 семейств |               |  |                        |  | еще 416 подтвержденных и 406 в статусе "непроверенных" видов и инфравидовых таксонов | еще 416 подтвержденных и 406 в статусе "непроверенных" видов и инфравидовых таксонов |  |
|  |                                      |  |                                   | порядок Астроцветные              |                    |  |                 |                 | род Полынь    |  |                        |  |                                                                                      |                                                                                      |  |
|  |                                      |  |                                   | порядок Астроцветные              |                    |  |                 |                 | род Полынь    |  | 4 инфравидовых таксона |  |                                                                                      |                                                                                      |  |
|  | отдел Цветковые, или Покрытосеменные |  |                                   |                                   | семейство Астровые |  |                 |                 | Эстрагон      |  |                        |  |                                                                                      |                                                                                      |  |
|  | отдел Цветковые, или Покрытосеменные |  |                                   |                                   |                    |  |                 |                 |               |  |                        |  |                                                                                      |                                                                                      |  |
|  |                                      |  | ещё 63 порядка цветковых растений | ещё 63 порядка цветковых растений |                    |  |                 | ещё 1804 рода   | ещё 1804 рода |  |                        |  |                                                                                      |                                                                                      |  |
|  |                                      |  |                                   | ещё 63 порядка цветковых растений |                    |  |                 |                 | ещё 1804 рода |  |                        |  |                                                                                      |                                                                                      |  |

### Инфравидовые таксоны
- Artemisia dracunculus var. changaica  (Krasch.) Y.R.Ling
- Artemisia dracunculus subsp. typica  H.M.Hall & Clem.  (в статусе непроверенного по состоянию на декабрь 2022 г.)
- Artemisia dracunculus var. pamirica  (C.Winkl.) Y.R.Ling & Humphries  (в статусе непроверенного по состоянию на декабрь 2022 г.)
- Artemisia dracunculus var. qinghaiensis  Y.R.Ling  (в статусе непроверенного по состоянию на декабрь 2022 г.)

### Синонимы
- Absinthium cernuum  Moench
- Artemisia aromatica  A.Nelson
- Artemisia cernua  Nutt.
- Artemisia desertorum var. macrocephala  Franch.
- Artemisia dracunculiformis  Krasch.
- Artemisia dracunculina  S.Watson
- Artemisia dracunculoides  Pursh
- Artemisia dracunculoides var. brevifolia  Torr. & A.Gray
- Artemisia dracunculoides var. dracunculoides
- Artemisia dracunculoides var. incana  Torr. & A.Gray
- Artemisia dracunculoides var. tenuifolia  Torr. & A.Gray
- Artemisia dracunculus  Pursh
- Artemisia dracunculus f. dracunculus
- Artemisia dracunculus f. humilis  Krylov
- Artemisia dracunculus subsp. dracunculus
- Artemisia dracunculus var. dracunculus  L.
- Artemisia dracunculus var. glauca  (Pall. ex Willd.)  H.M.Hall & Clem.
- Artemisia dracunculus var. humilis  Krylov
- Artemisia dracunculus var. humilis  (Krylov)  Poljakov
- Artemisia dracunculus var. pilosa  Krasch.
- Artemisia dracunculus var. pratorum  Krasch.
- Artemisia dracunculus var. redovskyi  (Ledeb.)  Turcz. ex Ledeb.
- Artemisia dracunculus var. wolfii  Rydb.
- Artemisia glauca var. cernua  Bush
- Artemisia glauca var. dracunculoides  (Pursh)  Bush
- Artemisia glauca var. glauca
- Artemisia glauca var. magacephala  B.Boivin
- Artemisia inodora  Hook. & Arn.
- Artemisia inodora  Willd.
- Artemisia nutans  Fras. ex Pursh
- Artemisia nuttalliana  Besser ex Hook.
- Artemisia nuttalliana  Besser
- Artemisia redowskyi  Ledeb.
- Artemisia simplicifolia  Pamp.
- Draconia dracunculiformis  (Krasch.)  Soják
- Draconia dracunculus  (L.)  Soják
- Dracunculus esculentus  Garsault
- Oligosporus condimentarius  Cass.
- Oligosporus crithmifolius  (L.)  Poljakov
- Oligosporus dracunculiformis  (Krasch.)  Poljakov
- Oligosporus dracunculinus  (S.Watson)  Poljakov
- Oligosporus dracunculoides  (Pursh)  Poljakov
- Oligosporus dracunculus  (L.)  Poljakov
- Oligosporus dracunculus subsp. dracunculus
- Oligosporus nuttallianus  (Besser ex Hook.)  Poljakov